# Lamia (poème)
Pour les articles homonymes, voir Lamia.
Lamia est un récit en vers écrit par le poète anglais John Keats,  publié en 1820. Le poème est composé en 1819, peu de temps après La Belle Dame sans merci et les Ode sur la mélancolie, Ode sur l'indolence, Ode sur une urne grecque  et Ode à un rossignol, et juste avant Ode à l'automne.
Le poème raconte comment le dieu Hermès entend parler d'une nymphe qui surpasse en beauté toutes les créatures de terre et du ciel. Il part à sa recherche et rencontre Lamia, prise au piège sous la forme d'un serpent. Elle lui révèle l'invisible nymphe et, en retour, il lui  redonne sa forme humaine. Elle part chercher Lycius, jeune homme de Corinthe, et Hermès et sa nymphe s'enfoncent ensemble dans les bois. Cependant, après quelques tribulations, la relation établie entre Lycius et Lamia, se trouve mise à mal lorsque le sage Apollonius révèle, à leur fête de mariage, quelle est la véritable identité de Lamia qui aussitôt se volatilise, tandis que Lycius meurt de chagrin.

## Influence
Le poème de Keats a eu une profonde influence sur Edgar Allan Poe, en particulier dans son sonnet Pour la Science, plus précisément aux vers 229-238 qui traitent des funestes effets de ce qu'il nomme la « froide philosophie » (cold philosophie) :
| ... Do not all charms fly At the mere touch of cold philosophy? There was an awful rainbow once in heaven: We know her woof, her texture; she is given In the dull catalogue of common things. Philosophy will clip an Angel's wings, Conquer all mysteries by rule and line, Empty the haunted air, and and gnomed mine— Unweave a rainbow, as it erewhile made The tender-person'd Lamia melt into a shade. | ... Tous les charmes ne s'envolent-ils pas Au simple contact de la froide philosophie ? Le ciel un jour arbora un arc-en-ciel merveilleux ; Nous connaissons sa trame, sa texture, elle est donnée Platement dans le catalogue des choses communes. La philosophie coupera les ailes d'un ange, D'un trait et d'une ligne annihilera le mystère, Videra l'atmosphère hanté, la mine qu'habite le gnome, Détricotera l'arc-en-ciel, tout comme jadis elle fit, La tendre Lamia se dissoudre en une ombre. |

Les derniers vers de Poe ont écho à plusieurs passages situés au milieu du poème de Keats.  
Le titre du livre Démêler l'arc-en-ciel de Richard Dawkins emprunte au sonnet de Poe et montre d'emblée que la notion de « froide philosophie » est incorrecte, la science, au contraire, plutôt que la détruire, révélant la vraie beauté du monde naturel.

## Productions
Le poème a été mis en scène sur la BBC, Radio 4, le 1er janvier 2010 et rediffusé le 5 janvier 2012, dans le cadre de la production Au théâtre cet Après-midi (Afternoon Play). La mise en scène était due à Susan Roberts, sur une musique originale composée et interprétée par John Harle. La distribution comprenait :
- Paterson Joseph : Le narrateur
- Charloe Emmerson : Lamia
- Tom Ferguson : Lycius
- Jonathan Keeble : Hermès/D'Apollonius
- Sarah Leonard : Chanteur

## Autre source
- (en) Cet article est partiellement ou en totalité issu de l’article de Wikipédia en anglais intitulé « Lamia » (voir la liste des auteurs).